# Attala (Ungheria)
Attala  è un comune dell'Ungheria centro-meridionale di 866 abitanti (dati 2008). È situato nella contea di Tolna.